# Greater Underwater Propulsion Power Program

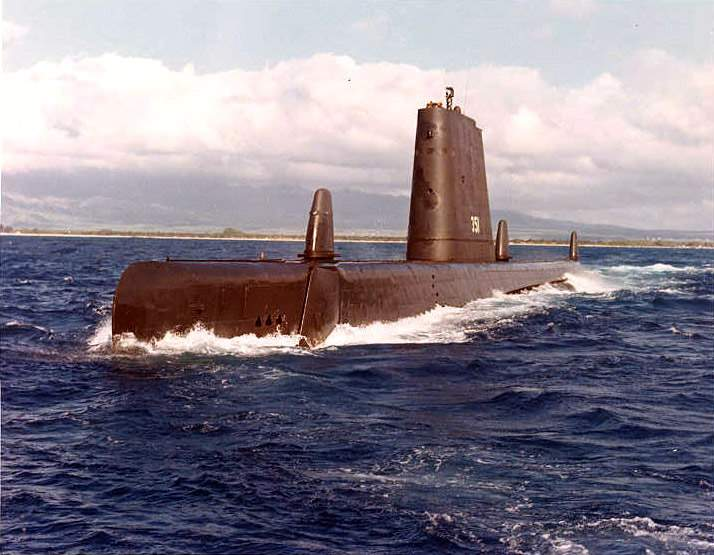
USS „Greenfish” (SS-351) po modernizacji GUPPY III

Greater Underwater Propulsion Power Program (GUPPY) (program większej mocy podwodnego napędu) został zainicjowany przez United States Navy po II wojnie światowej, aby ulepszyć okręty podwodne pod względem prędkości, manewrowości i żywotności. (litera „Y” w akronimie została dodana, aby łatwiej można było wypowiadać skrót).
Marynarka rozpoczęła program od przetestowania i zastosowania wstecznej inżynierii na dwóch zdobytych niemieckich okrętach podwodnych typu XXI U-2513 i U-3008. Analiza miała na celu poznanie technologii, które umożliwiłyby zwiększenie pojemności baterii, stworzenie bardziej opływowego kształtu nadbudówek, dodanie chrap i ulepszenie systemu prowadzenia ognia. US Navy szybko skoncentrowała się na stworzeniu nowych typów okrętów, ale Biuro Okrętów uważało, że duża część istniejących okrętów typu Balao, Gato i Tench mogłaby przejść modyfikacje zwiększające ich możliwości bojowe. W czerwcu 1946 Szef Operacji Morskich zaakceptował projekt GUPPY. Początkowo projekt przetestowano na dwóch okrętach, przerabianych w stoczni, a później program kontynuowano, dokonując kilku serii zmian. Zmiany te przebiegały w siedmiu wariantach:
- GUPPY I,
- GUPPY II,
- GUPPY IA,
- Fleet Snorkel,
- GUPPY IIA,
- GUPPY IB,
- GUPPY III.

Kolejność niezgodna z numeracją jest prawidłowa – zobacz niżej. Niektóre okręty, które przeszły modernizację na wczesnym etapie, później zostały zmodyfikowane ponownie.

## Program GUPPY I
Okręty „Odax” i „Pomodon”, które służyły jako prototypy w projekcie GUPPY (oba zbudowane w Portsmouth okręty typu Tench), zostały przebudowane w 1947. Z zewnątrz poprawiono opływowość mostka i innych wystających struktur, także peryskopu i masztu podtrzymującego radar. Aby ograniczyć opór hydrodynamiczny, usunięto jeden z peryskopów. Okręty nie zostały wyposażone w chrapy, ponieważ pojawiły się kłopoty z dostosowaniem tego elementu do wymogów okrętów floty. Usunięto działa pokładowe i połączone z nimi sprzęty. Na szczycie masztu dodano radar przestrzeni powietrznej SV, co spowodowało znaczne wybrzuszenie kiosku. Przeprojektowano kabestany, knagi i wsporniki szynowe, w taki sposób, że dawało się je schować lub usunąć przed zanurzeniem. Najłatwiej zauważalną zmianą była przebudowa dziobu, który dotychczas miał kształt litery V, na bardziej zaokrąglony, co polepszyło parametry okrętu w czasie pływania pod wodą.
Te modyfikacje nie dotyczyły tylko samych okrętów, ale także terminologii. Po konwersji GUPPY struktura naokoło wieży dowodzenia i wsporników masztu została nazwana „żaglem” (ang. sail).
Wprowadzono również znaczne zmiany wewnątrz. Dokonano przebudowy w celu umieszczenia większych akumulatorów, które znacząco zwiększyły ilość magazynowanej energii. Same akumulatory były nowo zaprojektowane. Porównując z projektem zastosowanym na okrętach typu Sargo, akumulatory instalowane w ramach modernizacji GUPPY składały się z większej liczby cieńszych płytek, które mogły generować wyższe napięcie przez dłuższy czas. Ceną za to było jednak istotne skrócenie czasu działania: nowe działały przez 18 miesięcy, natomiast baterie Sargo – 5 lat. Nowe baterie wymagały także dłuższego ładowania oraz wentylacji w celu usunięcia wodoru. Niezbędne było też chłodzenie wodą terminali baterii i wyłączników. Cztery 126-celowe baterie zostały zainstalowane w powiększonych pomieszczeniach akumulatorowych, które zastąpiły magazyny, miejsca składowania amunicji i chłodnię. Akumulatory mogły być połączone szeregowo albo równolegle, co zapewniało różnorodny zakres napięć i natężeń, a przez to szeroki zakres prędkości.
W maszynowni dwa albo cztery wcześniejsze silniki wysokiej prędkości i przekładnie redukcyjne zostały zastąpione przez motory niskiej prędkości. Wszystkie otwarte tablice przełączników zostały zamienione na zamknięte, wodoszczelne. Oświetlenie i inne „hotelowe” obciążenie zostało przerobione w taki sposób, aby mogło używać prądu 120-woltowego o częstotliwości 60 herców, natomiast elektryka okrętu wykorzystywała 120-woltowy prąd zmienny o częstotliwości 400 herców. Zainstalowano także nowy system klimatyzacyjny o znacznie zwiększonej wydajności.
W czasie służby okazało się, że okręty znacznie polepszyły swoje możliwości podwodne. „Pomodon” osiągnął 17,8 węzła na powierzchni i 18,2 węzła zanurzony, natomiast „Odax” osiągnął nieco mniejsze prędkości.

### Okręty, które przeszły modyfikację GUPPY I
- „Odax” (SS-484)
- „Pomodon” (SS-486)

## Program GUPPY II

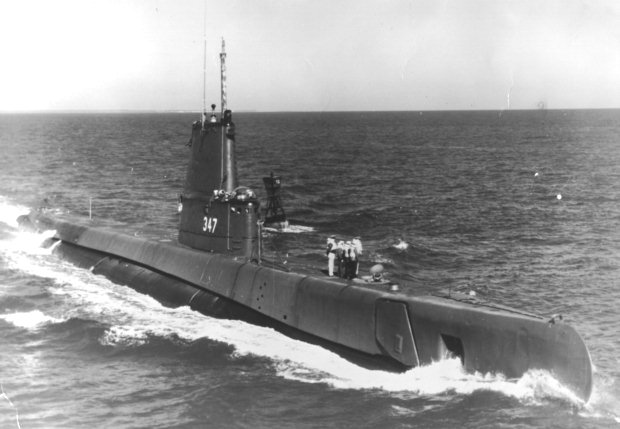
USS „Cubera” (SS-347), po modernizacji GUPPY II

Konwersja GUPPY II (SCB 47) była wprowadzana w latach 1947–1951 i była generalnie podobna do programu GUPPY I, z wyjątkiem zachowania na pokładzie dwóch peryskopów i wprowadzenia doprowadzonych do stanu użyteczności bojowej chrap. Wraz z dodaniem trzech nowych masztów: wlotu chrap, wylotu chrap oraz masztu środków wsparcia elektronicznego, pojawiła się potrzeba przebudowania górnej części kiosku.
„Kiosk Electric Boat” miał prostą krawędź spływu, okrągłe okna, szerszy szczyt i bardziej zaokrąglony przedni brzeg.
„Kiosk Portsmouth” miał węższy szczyt, zaokrągloną krawędź spływu, prostokątne okna i ostrzejszy niższy przedni brzeg. Został zastosowany na wszystkich jednostkach, jakie rząd planował przebudować.
Niektóre okręty wyposażone w kiosk typu Portsmouth miały radar SV i potrzebowały dodatkowego miejsca na antenę – z tego powodu posiadały garb na szczycie kiosku. Późniejsze modyfikacje umieściły radary SS lub SS2 na tych i innych okrętach. Radary te miały mniejszą antenę i były wyposażone we wskaźnik z blokadami, co umożliwiało wejście na maszt tylko wtedy, gdy znajdował się pod określonym kątem. Dodatkowo niektóre okręty GUPPY II i GUPPY III miały powiększone kioski nad linią wodną (tzw. „Northern Sail”), co podniosło mostek i pozwoliło na obsadzanie go w bardziej niesprzyjających warunkach pogodowych.
Wszystkie okręty przerobione podczas programu GUPPY II, pierwotnie wyposażone w silniki szybkoobrotowe połączone z reduktorem, otrzymały niskoobrotowe silniki o napędzie bezpośrednim o mocy 2500 koni mechanicznych (1,9 MW) na śrubę.
Dwa okręty modernizowane do standardu GUPPY I, „Odax” i „Pomodon”, zostały także zmodyfikowane do standardu GUPPY II.

### Okręty, które przeszły modyfikację GUPPY II
| - „Catfish” (SS-339) - „Clamagore” (SS-343) - „Cobbler” (SS-344) - „Cochino” (SS-345) - „Corporal” (SS-346) - „Cubera” (SS-347) - „Diodon” (SS-349) - „Dogfish” (SS-350) - „Greenfish” (SS-351) - „Halfbeak” (SS-352) - „Tiru” (SS-416) - „Trumpetfish” (SS-425) | - „Tusk” (SS-426) - „Cutlass” (SS-478) - „Sea Leopard” (SS-483) - „Odax” (SS-484) - „Sirago” (SS-485) - „Pomodon” (SS-486) - „Remora” (SS-487) - „Volador” (SS-490) - „Amberjack” (SS-522) - „Grampus” (SS-523) - „Pickerel” (SS-524) - „Grenadier” (SS-525) |

## Dane techniczne okrętu, który przeszedł modernizację GUPPY II
| Dane techniczne USS „Dogfish” (SS-350) przed i po modernizacji | | |
|                                                                | Po zbudowaniu | Po modernizacji GUPPY II |
| Wyporność (wynurzony)                                          | 1526 (long) ton (1550 t) | 1870 ton (1900 t) |
| Wyporność (zanurzony)                                          | 2424 (long) ton (2460 t) | 2440 ton (2480 t) |
| Długość                                                        | 95 metrów | 93,6 m |
| Szerokość                                                      | 8,3 metra | 7,4 m |
| Zanurzenie                                                     | 5,1 metra | 5,2 m |
| Napęd                                                          | 4 silniki dieslowskie V16 typu General Motors Model 16-278A napędzające generatory elektryczne 2 akumulatory 126-komórkowe typu Sargo 4 szybkoobrotowe silniki elektryczne General Electric wraz z przekładniami redukcyjnymi dwie śruby 5400 shp (4,0 MW) wynurzony 2740 shp (2,0 MW) zanurzony | chrapy akumulatory ulepszone do typu GUPPY, pojemność zwiększona do 504 komórek (1 × 184 , 1 × 68 i 2 × 126) 2 wolnoobrotowe silniki elektryczne o napędzie bezpośrednim |
| Prędkość (wynurzony)                                           | 20,25 węzła wynurzony | 18,0 węzłów(33,3 km/h) maksymalna 13,5 węzłów (25,0 km/h) podróżna |
| Prędkość (zanurzony)                                           | 8,75 węzła zanurzony | 16,0 węzłów(29,6 km/h) na ½ godziny 9,0 węzłów (16,7 km/h) na chrapach 3,5 węzła (6,5 km/h) podróżna                                                                     |
| Zasięg                                                         | 11 000 mil przy prędkości 10 węzłów | 15 000 mil (28 000 km) przy prędkości 11 węzłów (20 km/h) |
| Długotrwałość rejsu                                            | 48 godzin przy prędkości 2 węzłów 75 dni na patrolu | 48 godzin przy prędkości 4 węzłów (7,4 km/h) zanurzony |
| Załoga                                                         | 10 oficerów 70–71 marynarzy | 9–10 oficerów 5 podoficerów 70 marynarzy |
| Wyposażenie elektroniczne                                      | ? | sonar aktywny WFA sonar pasywny JT system kierowania ogniem torpedowym Mk 106                                                                                            |
| Uzbrojenie torpedowe                                           | 10 wyrzutni torpedowych 533 mm (sześć dziobowych, cztery rufowe) 24 torpedy | 10 wyrzutni torpedowych 533 mm (sześć dziobowych, cztery rufowe) |
| Uzbrojenie artyleryjskie                                       | 1 × 127 mm /25 kalibrów 4 karabiny maszynowe | brak |

## Program GUPPY IA
BuShips w 1951 zaplanowało konwersję GUPPY IA (SCB 47A) jako tańszą alternatywę dla programu GUPPY II. Podczas gdy konwersja GUPPY IA zakładała przeróbki podobne do tego programu, pomijała przebudowę akumulatorów i związaną z tym konieczność znacznej przebudowy wnętrza. W zamian okręty otrzymały oryginalne studzienki akumulatorów, wypełnione silniejszymi akumulatorami typu Sargo II. Baterie te zostały wyposażone we pobudzanie elektrolitu, chłodzenie akumulatorów i wentylację otwartych zbiorników, miały także dłuższy czas żywotności od baterii GUPPY, ale krótszy w porównaniu do oryginalnych baterii Sargo. Pomieszczenie sonarowe zostało przeniesione z przedniego pomieszczenia torpedowego do przestrzeni pod kuchnią. W porównaniu z programem GUPPY II program GUPPY IA był tańszy, zapewniał lepsze warunki załodze i łatwiejszą konserwację, kosztem parametrów podwodnych.

### Okręty, które przeszły modyfikację GUPPY IA
| - „Becuna” (SS-319) - „Blackfin” (SS-322) - „Caiman” (SS-323) - „Blenny” (SS-324) - „Chivo” (SS-341) | - „Chopper” (SS-342) - „Atule” (SS-403) - „Sea Poacher” (SS-406) - „Sea Robin” (SS-407) - „Tench” (SS-417) |

## Program modernizacji chrap – Fleet Snorkel Program

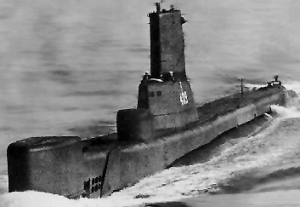
USS „Piper” (SS-409), po modernizacji chrap

Kiedy Marynarka zdała sobie sprawę, że nie będzie mogła sfinansować przeprowadzenia wszystkich pożądanych modernizacji GUPPY, postanowiła wprowadzić w życie program SCB 47B, który pod nazwą Fleet Snorkel Program zapewniał minimum potrzebnych modyfikacji w okrętach floty. Podczas tej modernizacji dodawano chrapy, bardziej opływowy kiosk, bardziej wydajne urządzenia klimatyzacyjne i systemy elektryczne. Działo pokładowe i pomocniczy diesel zostały usunięte. W przeciwieństwie do innych modernizacji typu GUPPY nie zmieniano struktury pokładu, dziobu i baterii akumulatorów. Zdolności podwodne okrętów, które przeszły Fleet Snorkel Program, były znacznie gorsze w stosunku do innych okrętów, które przeszły program GUPPY. Pomimo tych ograniczeń, okręty, które przeszły przez program SCB 47B, były w służbie prawie tak długo, jak inne okręty po modernizacjach. Trzy okręty: „Piper”, „Sea Owl” i „Sterlet” otrzymały duży sonar dziobowy BQR-4A.

### Okręty, które przeszły modyfikację Fleet Snorkel Program
| - „Sabalo” (SS-302) - „Sablefish” (SS-303) - „Bergall” (SS-320) - „Besugo” (SS-321) - „Charr” (SS-328) - „Bugara” (SS-331) - „Carbonero” (SS-337) - „Carp” (SS-338) - „Cusk” (SS-348) - „Kraken” (SS-370) - „Lizardfish” (SS-373) - „Mapiro” (SS-376) - „Mero” (SS-378) - „Sterlet” (SS-392) | - „Scabbardfish” (SS-397) - „Segundo” (SS-398) - „Sea Cat” (SS-399) - „Sea Owl” (SS-405) - „Sennet” (SS-408) - „Piper” (SS-409) - „Torsk” (SS-423) - „Argonaut” (SS-475) - „Runner” (SS-476) - „Diablo” (SS-479) - „Medregal” (SS-480) - „Requin” (SS-481) - „Irex” (SS-482) |

## Program GUPPY IIA

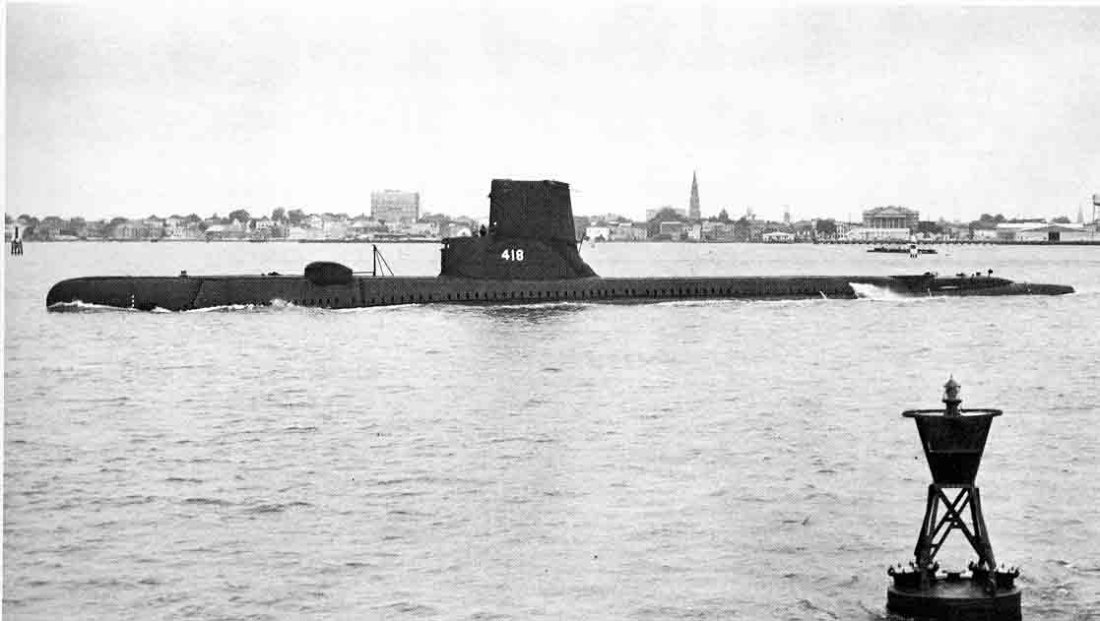
USS Thornback (SS-418) po modernizacji GUPPY IIA

Program GUPPY IA został zastąpiony przez prawie identyczny program GUPPY IIA (SCB 47C), który został wprowadzony w życie w latach 1952–1954. Modernizacje GUPPY IIA w dalszym stopniu zmniejszyły ciasnotę spowodowaną poprzednimi przebudowami poprzez usunięcie jednego z przednich silników i zastąpienie go przez pompy i maszyny klimatyzacyjne. Niektóre okręty miały przesunięty kompresor powietrza wysokiego ciśnienia na niższy poziom przedniego pomieszczenia silnikowego. Urządzenia chłodnicze przemieszczono do wolnego miejsca pod kuchnią, a pomieszczenie sonaru na przedni koniec pompowni. Baterie Sargo II zostały zainstalowane w istniejących pomieszczeniach akumulatorowych.
Zewnętrznie okręty GUPPY IIA różniły się od GUPPY II i IA tym, że miały tylko trzy wyloty spalin z silników Diesla – okręty po wcześniejszych modernizacjach miały ich cztery.

### Okręty, które przeszły modyfikację GUPPY IIA
| - „Entemedor” (SS-340) - „Diodon” (SS-349) - „Hardhead” (SS-365) - „Jallao” (SS-368) - „Menhaden” (SS-377) - „Picuda” (SS-382) - „Bang” (SS-385) - „Pomfret” (SS-391) - „Razorback” (SS-394) | - „Ronquil” (SS-396) - „Sea Fox” (SS-402) - „Threadfin” (SS-410) - „Stickleback” (SS-415) - „Thornback” (SS-418) - „Tirante” (SS-420) - „Trutta” (SS-421) - „Quillback” (SS-424) |

## Program GUPPY IB
GUPPY IB był nieformalnym oznaczeniem dla ograniczonych zmian i modernizacji zastosowanych na czterech okrętach przekazywanych obcym marynarkom. Okręty te były zaopatrzone w chrapy i były generalnie podobne do GUPPY IA, z wyjątkiem tego, że nie otrzymały nowoczesnego sonaru, systemu kierowania ogniem i środków walki elektronicznej. Dwa okręty przekazane Włochom należały do typu Gato.

### Okręty, które przeszły modyfikację GUPPY IB
- „Barb” (SS-220) (przemianowany na „Enrico Tazzoli” (S-511) i wszedł w skład Marina Militare)
- „Dace” (SS-247) (przemianowany na „Leonardo da Vinci” (S-510) i wszedł w skład Marina Militare)
- „Hawkbill” (SS-366) (przemianowany na Hr.Ms. „Zeeleeuw” (S-803) i wszedł w skład Królewskiej Marynarki Holenderskiej)
- „Icefish” (SS-367) (przemianowany na Hr.Ms. „Walrus” (S-802) i wszedł w skład Królewskiej Marynarki Holenderskiej)

## Program GUPPY III

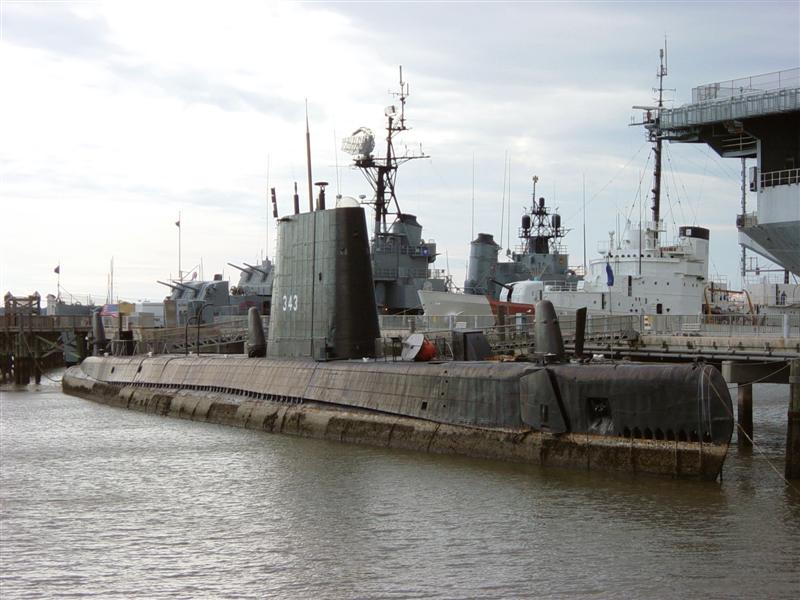
USS Clamagore (SS-343) po modernizacji GUPPY III

Modernizacje GUPPY II powodowały duży tłok w pomieszczeniach wewnętrznych z powodu zainstalowania czterech baterii akumulatorów. Program GUPPY III (SCB 223) został zaplanowany w taki sposób, aby zlikwidować ten problem. W 1959 „Tiru” (SS-416) stał się okrętem prototypowym tej konwersji. Został rozcięty w połowie i wstawiono mu 3,8-metrową sekcję z przodu pomieszczenia dowodzenia, aby stworzyć miejsce dla nowego pomieszczenia sonarowego, sypialni oraz pomieszczeń z elektroniką i magazynów. Usunięcie pomieszczenia sonarowego z przedniego pomieszczenia torpedowego pozwoliło na zwiększenie liczby zapasowych torped. Odnowiono też pomieszczenia załogi. Tak jak w przypadku modernizacji GUPPY IIA, jeden silnik Diesla został usunięty.
W latach 1961–1963 osiem dalszych okrętów GUPPY II zostało zmodernizowanych do standardu GUPPY III. Okręty te różniły się od „Tiru” tym, że dodawana sekcja w ich wypadku miała 4,6 metra. Zatrzymały one także wszystkie cztery silniki Diesla. Zwiększyło to długość okrętów do 332 stóp i powiększyło wyporność nawodną do około 1975 ton.
Wszystkie okręty otrzymały pasywny sonar odległościowy BQG-4 PUFFS, który można rozpoznać po trzech płetwokształtnych czaszach sonarowych dodanych na nadbudówce. Kiosk otrzymał także dodatkową 1,5-metrową sekcję, w której zamontowano system prowadzenia ognia Mk 101 i dalocelownik Mk 37. Wszystkie okręty GUPPY III miały plastikową górną część kiosku.
Modernizacja GUPPY III była częścią programu Fleet Rehabilitation and Modernization (FRAM). Wszystkie 24 okręty GUPPY II zostały wyznaczone do modernizacji GUPPY III, ale ograniczenia budżetowe spowodowały, że przebudowano tylko dziewięć. Pomimo tego, że wprowadzono na nich kosztowne zmiany, okręty zmodernizowane do standardu GUPPY III służyły niewiele dłużej od reszty okrętów, które przeszły przez program GUPPY.

### Okręty, które przeszły modyfikację GUPPY III
- „Clamagore” (SS-343)
- „Cobbler” (SS-344)
- „Corporal” (SS-346)
- „Greenfish” (SS-351)
- „Tiru” (SS-416)
- „Trumpetfish” (SS-425)
- „Remora” (SS-487)
- „Volador” (SS-490)(inne języki)
- „Pickerel” (SS-524)(inne języki)